# 幌内駅
幌内駅（ほろないえき）は、北海道三笠市幌内町2丁目にかつて置かれていた、北海道旅客鉄道（JR北海道）および日本貨物鉄道（JR貨物）幌内線の駅である。事務管理コードは▲131504。

## 歴史

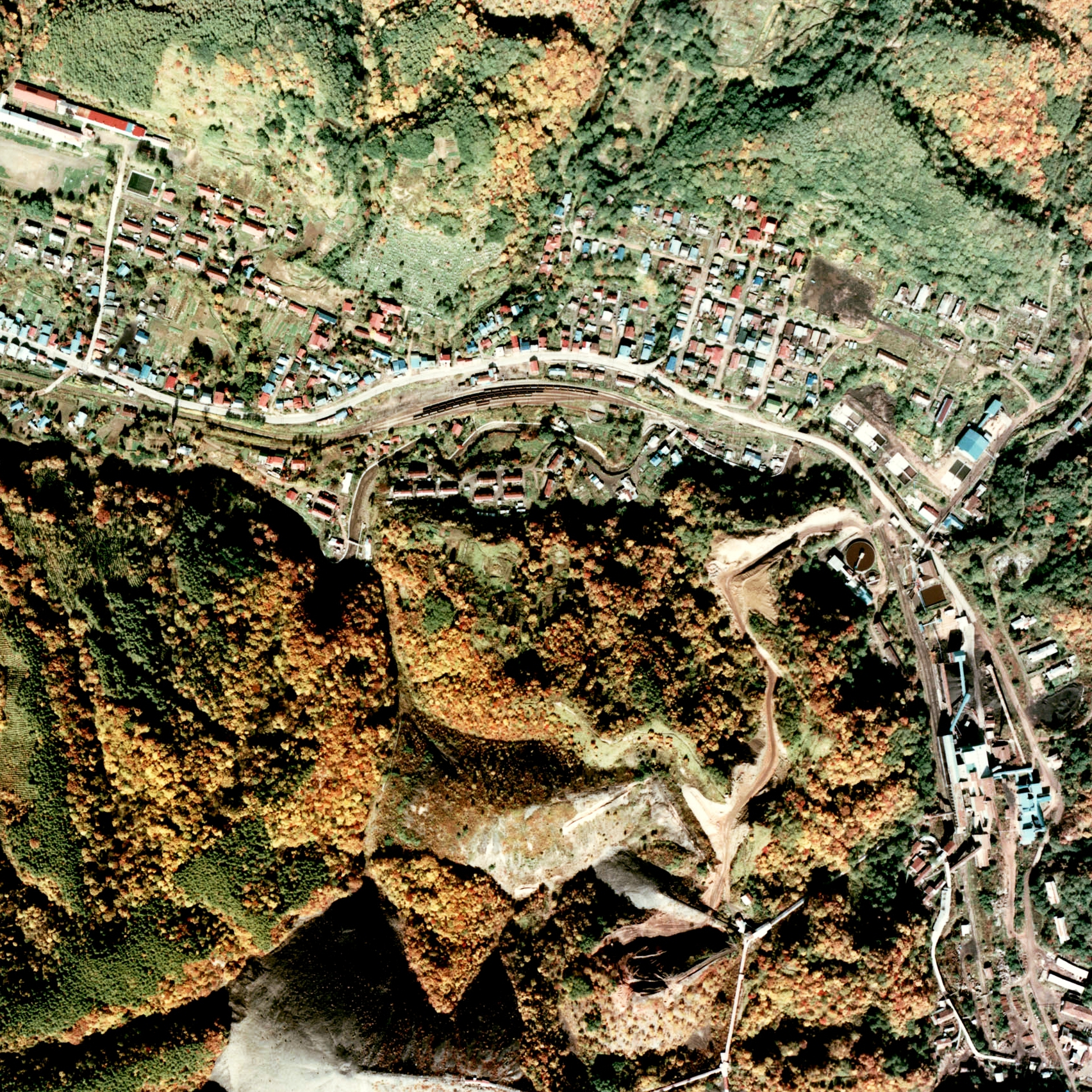
1976年の（貨）幌内駅と周囲750 m範囲。左が三笠方面。右下に幌内炭鉱選炭場があり、当鉄道建設当初から明治31年迄はここに駅が設置された。

- 1879年（明治12年）：開拓使が官営幌内炭鉱を開山。
- 1882年（明治15年）
  - 11月13日：官営幌内鉄道の貨物駅として開業[1]。当初の読みは「ぽろない」と推定される[1]。
  - 11月14日：幌内炭を手宮へ初めて発送[3]。
- 1883年（明治16年）
  - 2月2日：旅客・荷物の取り扱いが開始される[4]。
  - 6月：停車場竣工[5]。幌内太-当駅間 2哩（マイル）1746呎（フィート）、約3.75 km[6]。
- 1889年（明治22年）12月11日：北海道炭礦鉄道に譲渡。
- 1892年（明治25年）以降 - 1894年（明治27年）以前[7]：幌内太-当駅間 2哩（マイル）26鎖（チェーン）から2哩17鎖へ約180 m短縮。
- 1898年（明治31年）3月21日：0マイル43チェーン（約865 m）三笠寄りに移転（幌内太-当駅間 1哩54鎖 約2.7km）[8][9]。駅舎は、三笠幌内川の左岸に設けられた[10]。
- 1900年（明治33年）：駅舎を三笠幌内川右岸に新築移転[10]。
- 1906年（明治39年）10月1日：北海道炭礦鉄道の鉄道路線国有化により、官設鉄道に移管。
- 1972年（昭和47年）11月1日：旅客・荷物の取り扱いを廃止[1]。
- 1987年（昭和62年）
  - 4月1日：国鉄分割民営化により、JR北海道・JR貨物が継承[1]。旅客列車の設定はなかった。
  - 6月20日：この日限りで、貨物列車による石炭の出荷を終了。
  - 6月28日、7月5日、7月11日、7月12日：臨時快速「ほろない号」が、小樽駅 - 当駅間で運行される。
  - 7月13日：幌内線の全線廃止に伴い、廃駅となる[1]。
- 1989年（平成元年）9月29日：幌内炭鉱閉山[11]。

## 駅構造
構内は狭い谷間に位置し、北側の市街へ凸に湾曲しており、南側は東から西へ蛇行しながら流れる三笠幌内川（旧名・上幌内川）に接する。構内はほぼ水平（東へ若干の上り勾配）だが、西側の三笠駅からは構内手前約500 m区間が25パーミルの上り勾配、東の幌内炭鉱選炭場へはさらに最大28.6パーミルの上り勾配の急坂を擁する。
駅舎は北側に位置し、駅舎前に旅客用の単式ホーム1面1線、かつては一般貨物取り扱い用に駅舎横の三笠側（西側）に貨物積卸場と引込線を1本有していた。駅裏側には4本の留置線があり、その外側に1本の機回し線、それから東側に分岐して転車台へ向かう側線を有していた。本線と留置線の合流先からは東の選炭場へ向けて、幌内炭鉱専用線が伸びていた。

## 駅周辺
- 三笠市営バス「鉄道記念館」停留所

## 駅跡
北海道の鉄道発祥を記念して、1987年（昭和62年）9月に三笠鉄道村の中核施設・三笠鉄道記念館として整備され、多くの鉄道車両が保存されている。

## 隣の駅
北海道旅客鉄道（JR北海道）
幌内線
三笠駅 - 幌内駅